# Grantjärnen (Orsa socken, Dalarna)
Grantjärnen är en sjö i Orsa kommun i Dalarna och ingår i Dalälvens huvudavrinningsområde.